# 舊三貂嶺隧道
舊三貂嶺隧道是位於臺灣新北市瑞芳區與雙溪區交界的隧道 ，總長1,852公尺（另包含相距僅數十公尺的三瓜子隧道，長110公尺），啟用於1922年（日治大正11年）9月21日，原用途為宜蘭線使用的鐵路隧道。1985年新的三貂嶺隧道通車後遭停用廢棄，目前列為新北市歷史建築且已闢建自行車道，自2022年7月起營運。
由於從瑞芳站至雙溪站共有9座舊隧道，故衍生「一錢鑽九孔」台語俗諺，其中4座舊隧道先於2013年3月闢建自行車道，尚餘舊三貂嶺隧道、三瓜子隧道等未打通。俟後臺灣新北市政府自2019年起著手在舊隧道內闢建自行車道，期許結合「青春山海線」低碳旅行，重振新北市瑞芳與雙溪兩地的風華歲月。

## 歷史沿革

### 日治時期

#### 興建由來
臺灣鐵路管理局東部幹線宜蘭線於日治時期1917年興建，工程分別從路線的南（蘇澳）、北（八堵）兩端向中間施築。1919年8月，北段工程已進展到猴硐車站。猴硐往南經三貂嶺驛、武丹坑驛（今牡丹站）的鐵路須越過基隆河與三貂嶺山，工程由臺灣總督府鐵道部工務課瑞芳建設事務所於1919年春夏動工，大倉組承包工程，工事包括新建第三基隆河橋、開挖三瓜子隧道與舊三貂嶺隧道，均為單線鐵路淨空。

#### 開工
舊三貂嶺隧道位於三貂嶺驛至武丹坑驛（今牡丹站）之間，於1919年9月及12月自南、北兩端開鑿，隧道兩端分設尪仔崙詰所與三爪仔詰所（辦公室），督管施工事宜，該二詰所分別駐有工事現場監督員前畑彥太郎技手、吉山正作技手、原田兵作技手、陸軍砲兵少尉吉次茂七郎技手及其他關係者等數人。

#### 機械鑽掘
舊三貂嶺隧道為臺灣最早以電氣鑿岩機鑽掘的鐵路隧道，為此，當局在瑞芳設置變電所，架設大約8公里輸電線路到隧道兩端工地供電，鑿岩機採用美國英格索蘭公司的產品。這座長隧道沒有開挖豎坑與橫坑來增加工作面，雖然地質屬於新近紀沉積岩，即砂岩與頁岩交錯，適合機械鑽掘，但出水量多，加以部分地段也使用人工開鑿，工程進展費時，甚至在1920年6月7日凌晨2時還發生崩塌意外，圍困工人20名，所幸當日中午全數救出，無人傷亡。

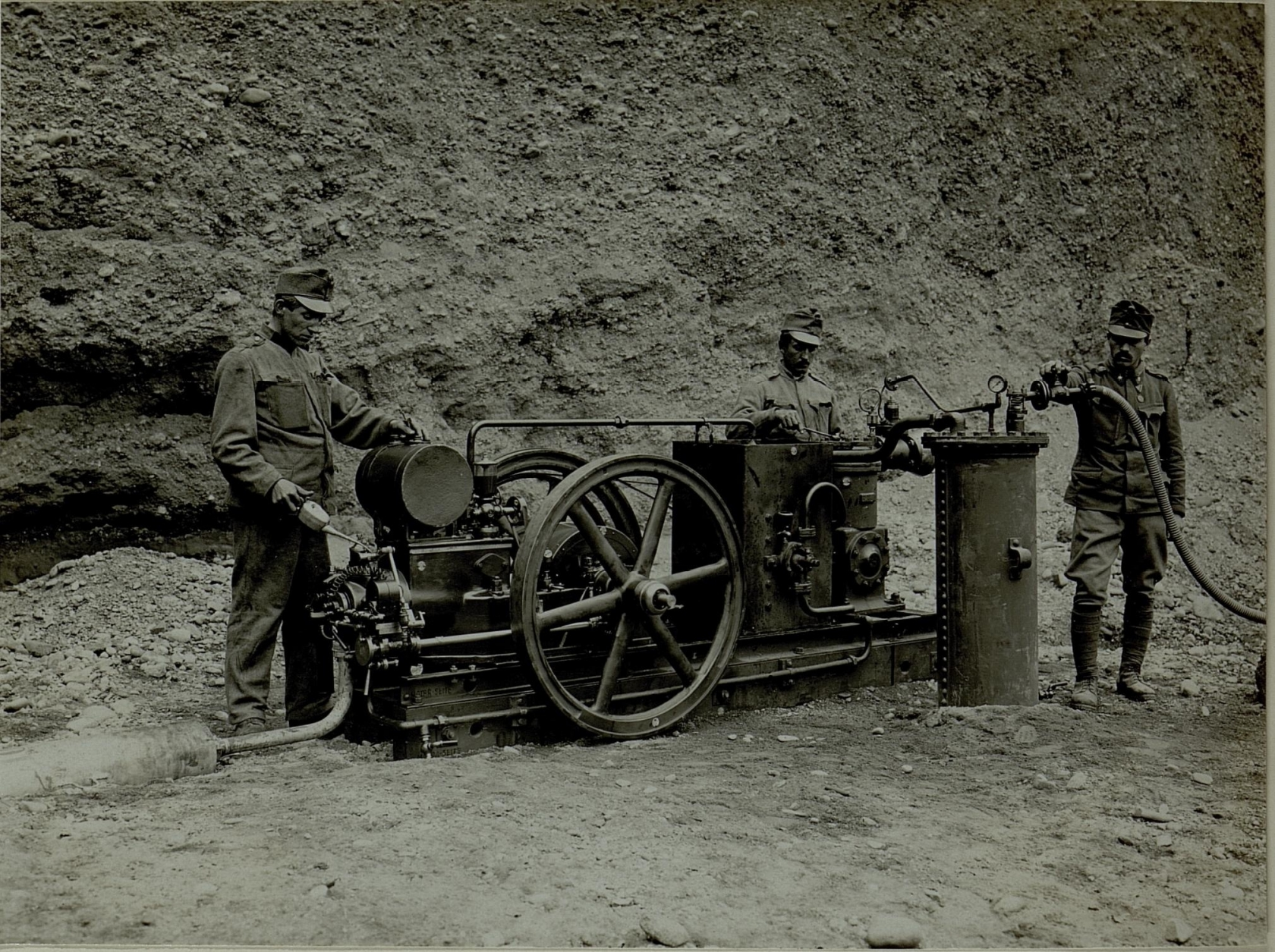
1910年代鑿岩機圖例（I）：一戰時期奧匈帝國斯洛文尼亞某處的鑿岩機。
1910年代鑿岩機圖例（II）：以鑿岩機開挖中的瑞士聯邦鐵路豪恩斯坦基線隧道（Hauenstein-Scheiteltunnel）。

#### 開通歷程
舊三貂嶺隧道工程在多雨環境下進行，雖部分地段地質複雜且鬆軟，但進展仍大致順利，於1921年1月14日完成導坑貫通。2月份，長度較短的三瓜子隧道率先完成。次年（1922年）1月13日上午10時30分，全面貫通舊三貂嶺隧道，幾天後由包商日本土木會社（原大倉組）臺北出張所藤江所長邀請臺灣總督府鐵道部新元鹿之助部長等人，在三爪子舉辦貫通典禮，並引導徒步參觀隧道，期間亦由瑞芳建設事務所所長海野斐雄報告工程概要。1922年8月，隧道工程告竣，前後費時約2年10個月。同年9月21日，舊三貂嶺隧道、三瓜子隧道與第三基隆河橋隨著三貂嶺驛至武丹坑驛（今牡丹站北上方向約0.64公里處）路段通車而啟用。

### 中華民國時期

#### 行車事故
1970年11月8日下午2時16分，北上607次貨物列車由DT617號蒸汽機車牽引，在隧道口發生煤水車前輪脫軌事故，交通中斷二小時，幸無人傷亡。

#### 停用廢棄
單線的宜蘭線舊三貂嶺隧道通車後，肩負了60餘年臺北宜蘭間的交通重任。到了1979年北迴線鐵路通車前，宜蘭線即將成為銜接縱貫線及北迴線的重要幹線鐵路，路線需求將大幅增加，預估原有單線鐵路將會不敷使用，於是，臺灣鐵路管理局提出「宜蘭線鐵路擴建工程」計劃（即雙軌工程），並於1979年由臺灣省政府提報行政院核准，實施全線雙軌化（已完成雙線路段者除外）。
宜蘭線鐵路擴建工程預留了未來實施電氣化的路線淨空標準，新建的隧道也必須能輸送闊大貨物，由於舊三貂嶺隧道、三瓜子隧道內部淨空沒有達到這項標準，所以必須另建雙軌的新三貂嶺隧道來取代。新三貂嶺隧道在1985年完工通車後，舊三貂嶺隧道與三瓜子隧道便功成身退，停用封閉。

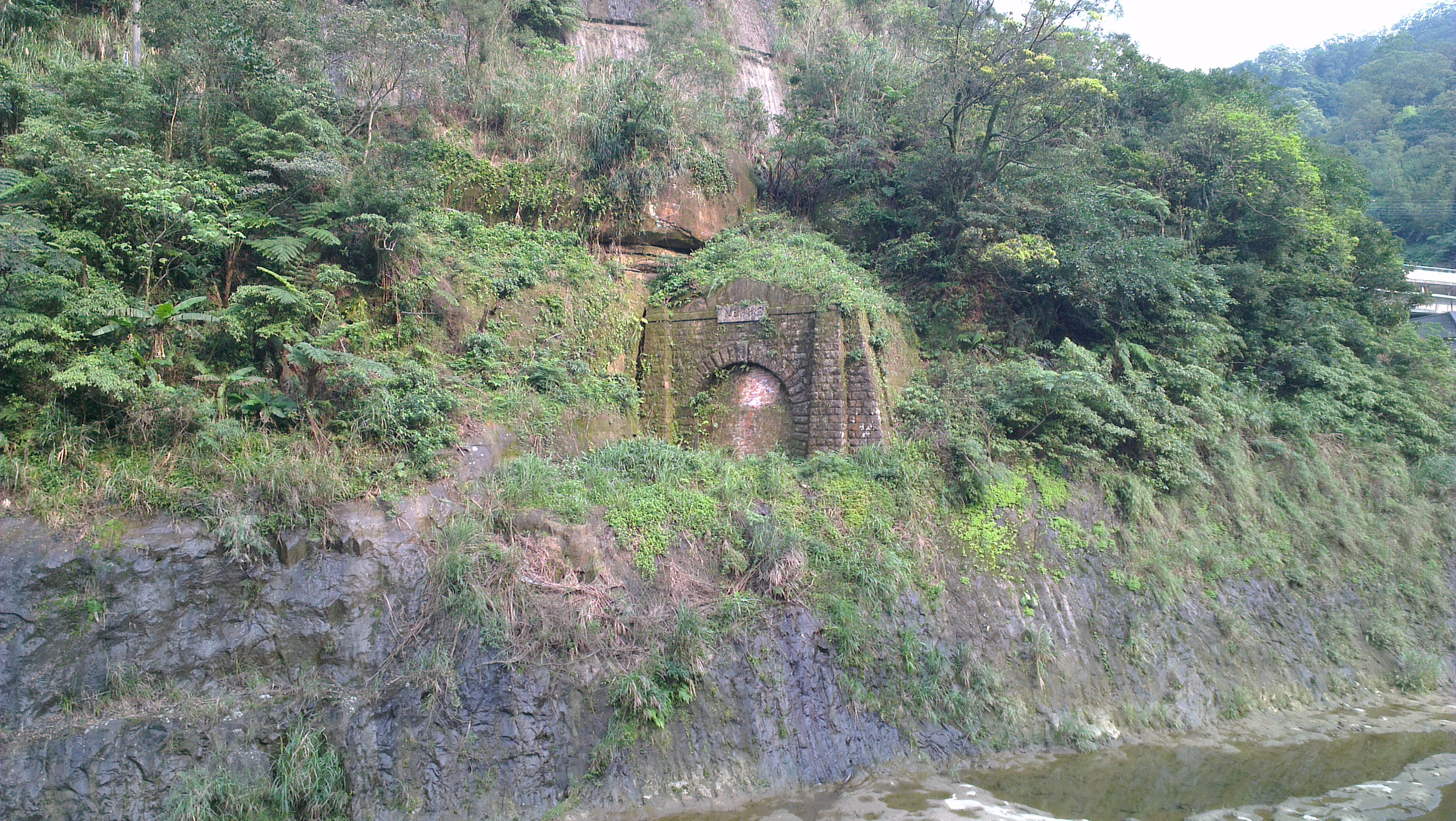
後端與舊三貂嶺隧道相連的「三瓜子隧道」（三爪子隧道）
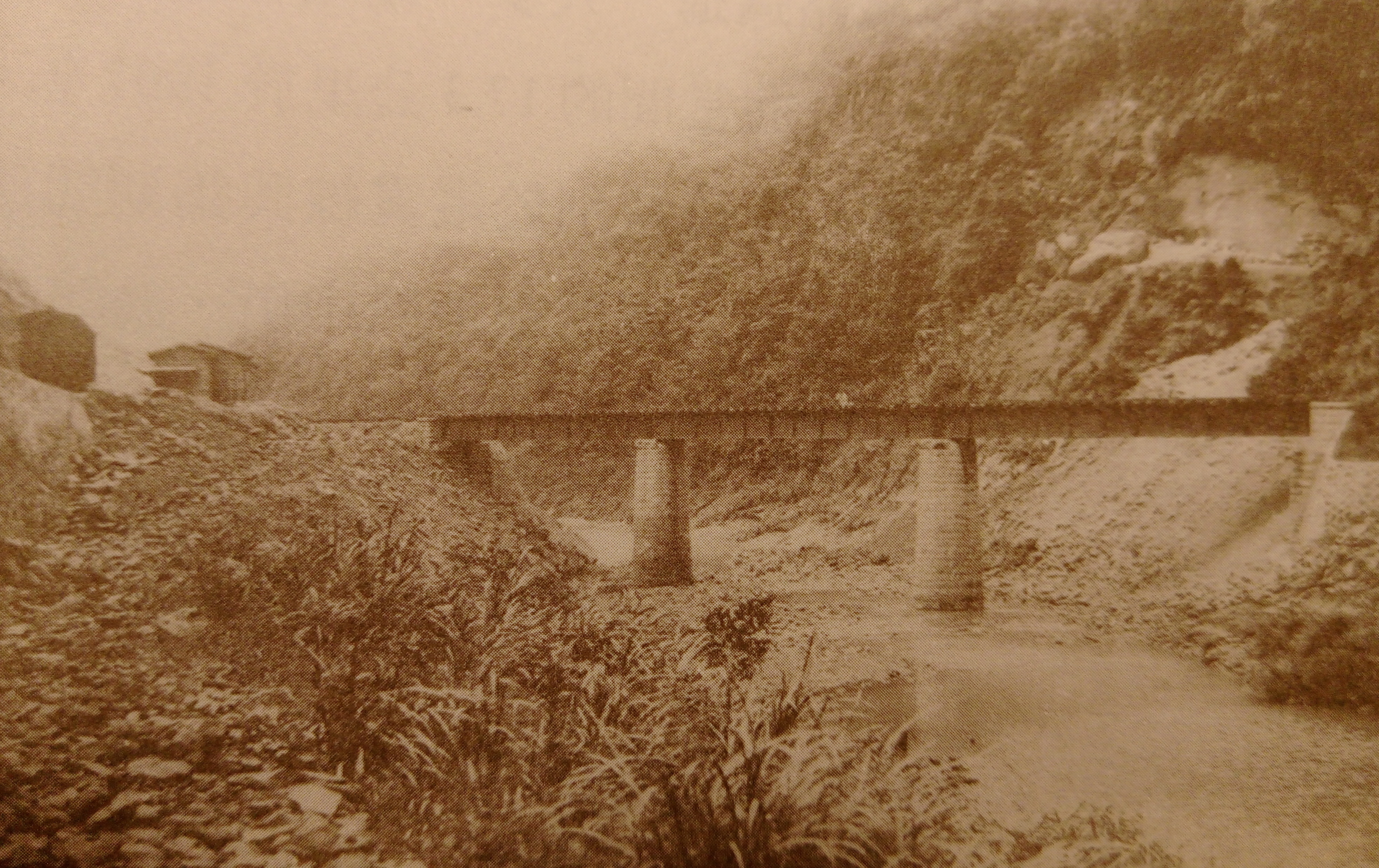
日治時期連接三貂嶺驛（左側）及三瓜子隧道（右側）的第三基隆河橋（前畑俊穗／藏）
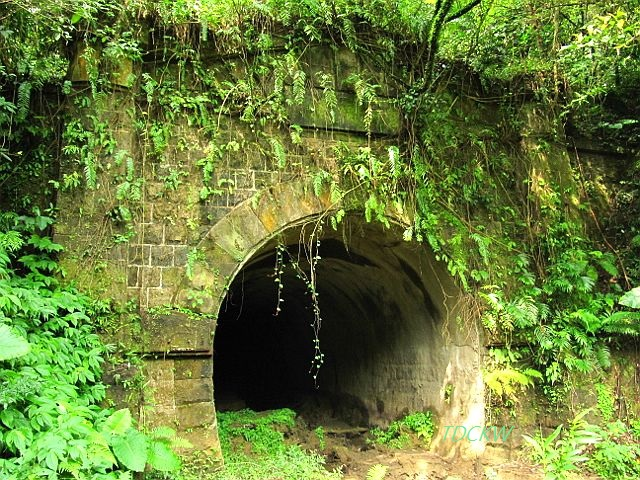
舊三貂嶺隧道南口整理前樣貌

#### 保存再利用
舊三貂嶺隧道為宜蘭線第二長鐵路隧道，具交通運輸、建築與文化歷史意義，隧道雖封閉廢棄，但近年迭有鐵道研究者、旅人與地方文史工作者前往探尋，甚至向政府提出申請指定為文化資產。
1994年夏，提姆颱風與道格颱風先後侵襲臺灣，將三瓜子隧道北口盤聚已久的枝葉全吹落，意外露出古典原貌，引起鐵道研究者關切，呼籲文化機構保存。1998年，臺灣臺北縣瑞芳鎮公所有意闢建往三貂嶺的道路，路線將經過三瓜子隧道，對於舊隧道是否保存，持保留態度。中華民國鐵道文化協會促請該道路與舊隧道並存，結合三貂嶺一帶景點，為地方帶來觀光利益。
2010年，受到兩年前舊草嶺隧道闢建自行車道吸引觀光人潮的影響，臺北縣雙溪鄉牡丹村村長張焜銘建議比照辦理，將舊三貂嶺隧道闢為自行車道，帶動雙溪地區觀光與繁榮。該期間臺北縣觀光旅遊局表示已與臺灣鐵路管理局協調，並自同年5月起實施安全鑑定，待報告出爐後再討論。
2011年7月，「瑞芳社會力工作室」對舊隧道進行調查，並向臺灣新北市政府文化局提案申請指定為文化資產。12月27日，新北市政府文化局邀集文資審議委員、新北市瑞芳區碩仁里辦公處及瑞芳社會力工作室等，至三瓜子隧道北口對岸會勘，由文化資產科曾繼田科長主持。次年（2012年）4月，新北市政府召開跨局處會議，研商重啟封閉已久的三瓜子與舊三貂嶺隧道，將其修築為猴硐至雙溪間的自行車隧道。是年9月14日，新北市政府文化局邀集文資審議委員至舊三貂嶺隧道南口會勘，地方人士由新北市雙溪區三貂里辦公處、猴洞地方永續發展協會等單位出席。此外，新北市政府工務局亦配合進行隧道安全評估工程。
2013年9月，新北市瑞芳區碩仁里里長林富萬及三貂嶺當地志工合力整理三瓜子隧道北口樹木雜草，清出隧道口全貌。
2019年5月23日，新北市政府文化局公告三瓜子及三貂嶺舊隧道為歷史建築。7月，新北市政府工務局以光學雷達影像掃描釋判、打擊聽音檢測、3D透地雷達探查等工法，完成隧道安全評估工作，並分二階段建置自行車道。第一階段修繕舊三貂嶺隧道南口外側原臺灣警備總司令部橋隧連廢棄營房，改建為自行車休憩站，並設置歷史導覽等解說資訊。第二階段完成自行車道主體工程，起點是牡丹車站，經過休憩站後，穿越舊三貂嶺、三瓜子隧道到三貂嶺，總長約3.1公里，工程費約兩億元，於2022年完工，7月3日起試營運。

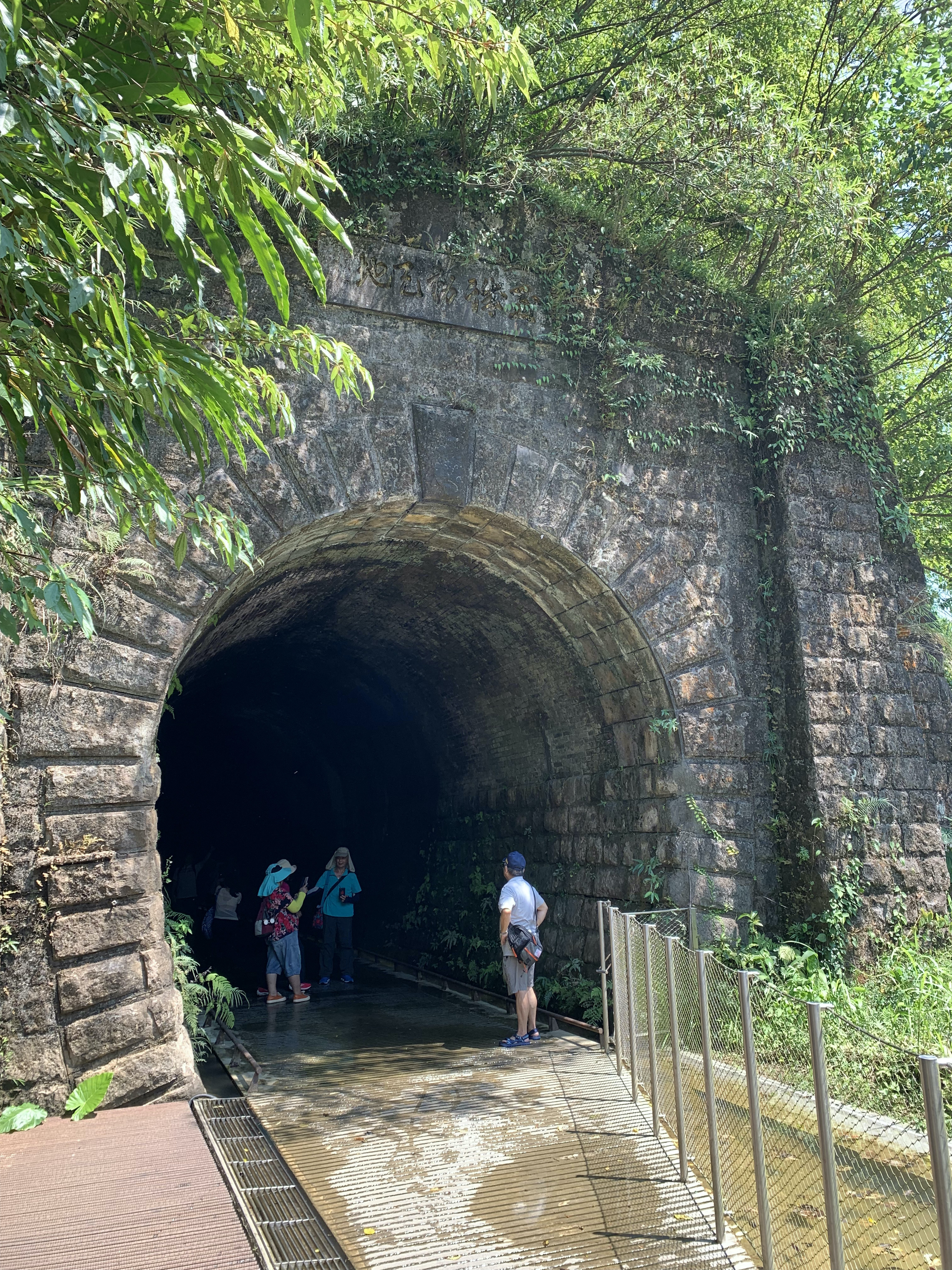
整理後的三瓜子隧道西口
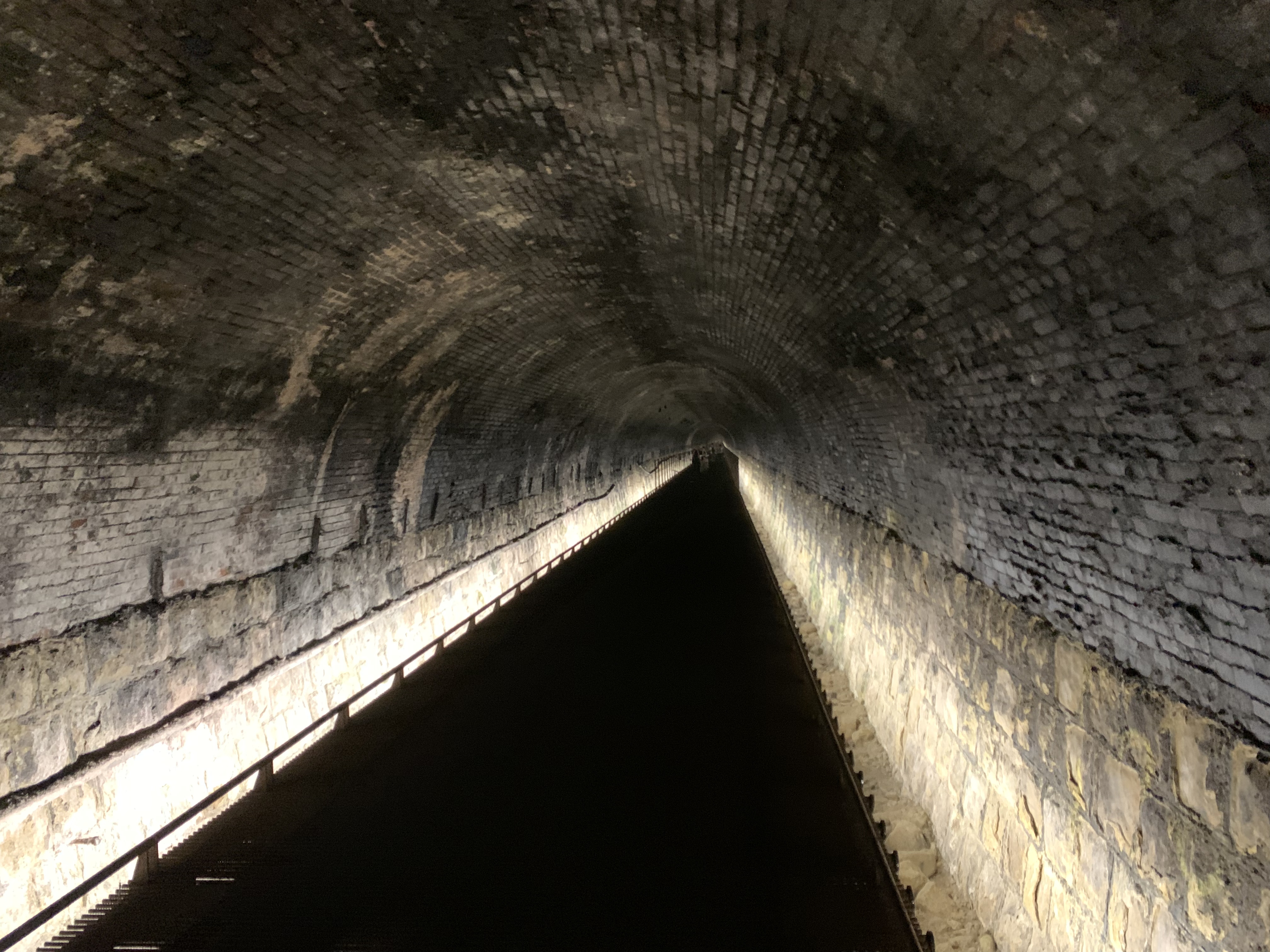
舊三貂嶺隧道內部
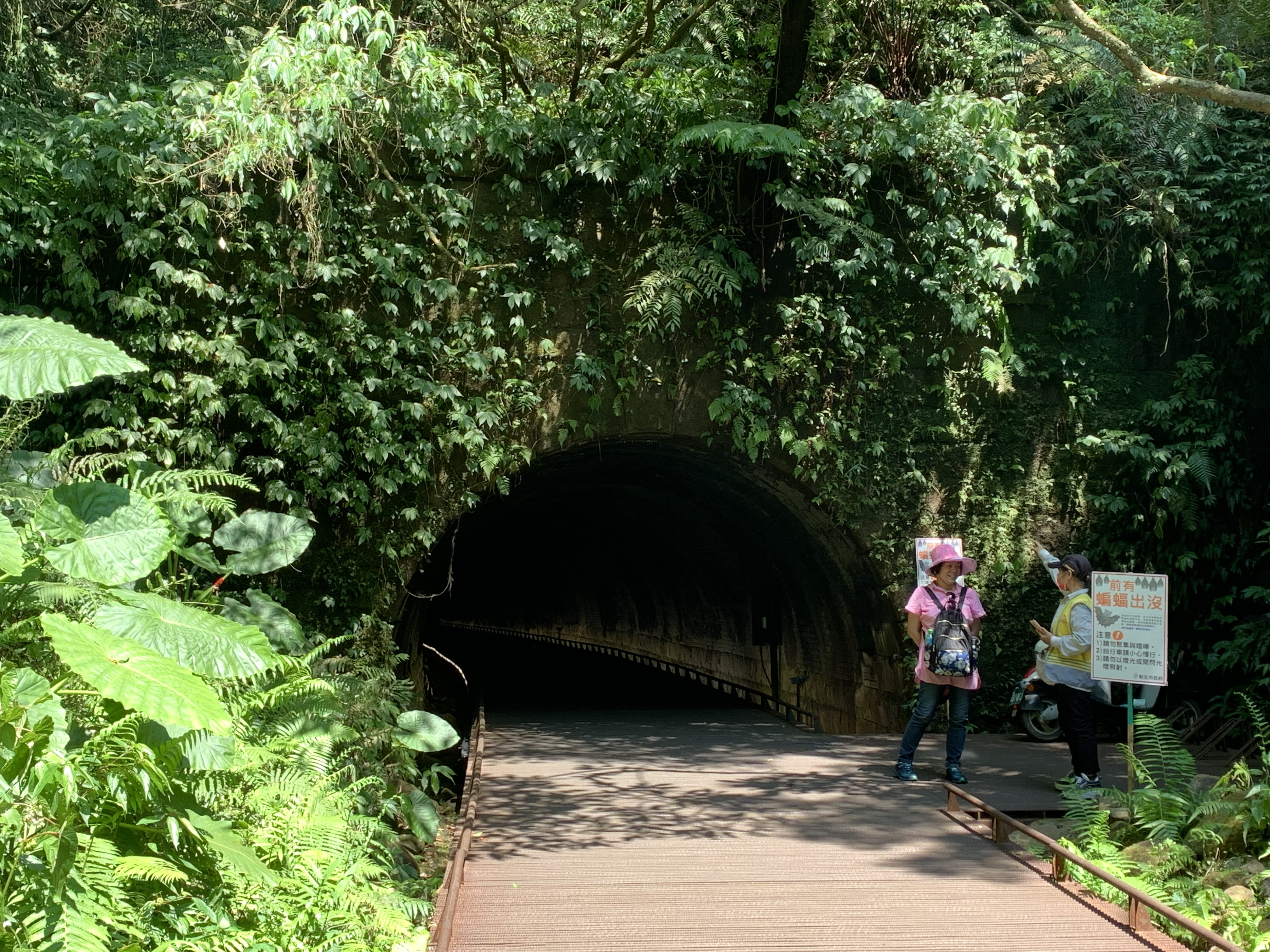
舊三貂嶺隧道西口
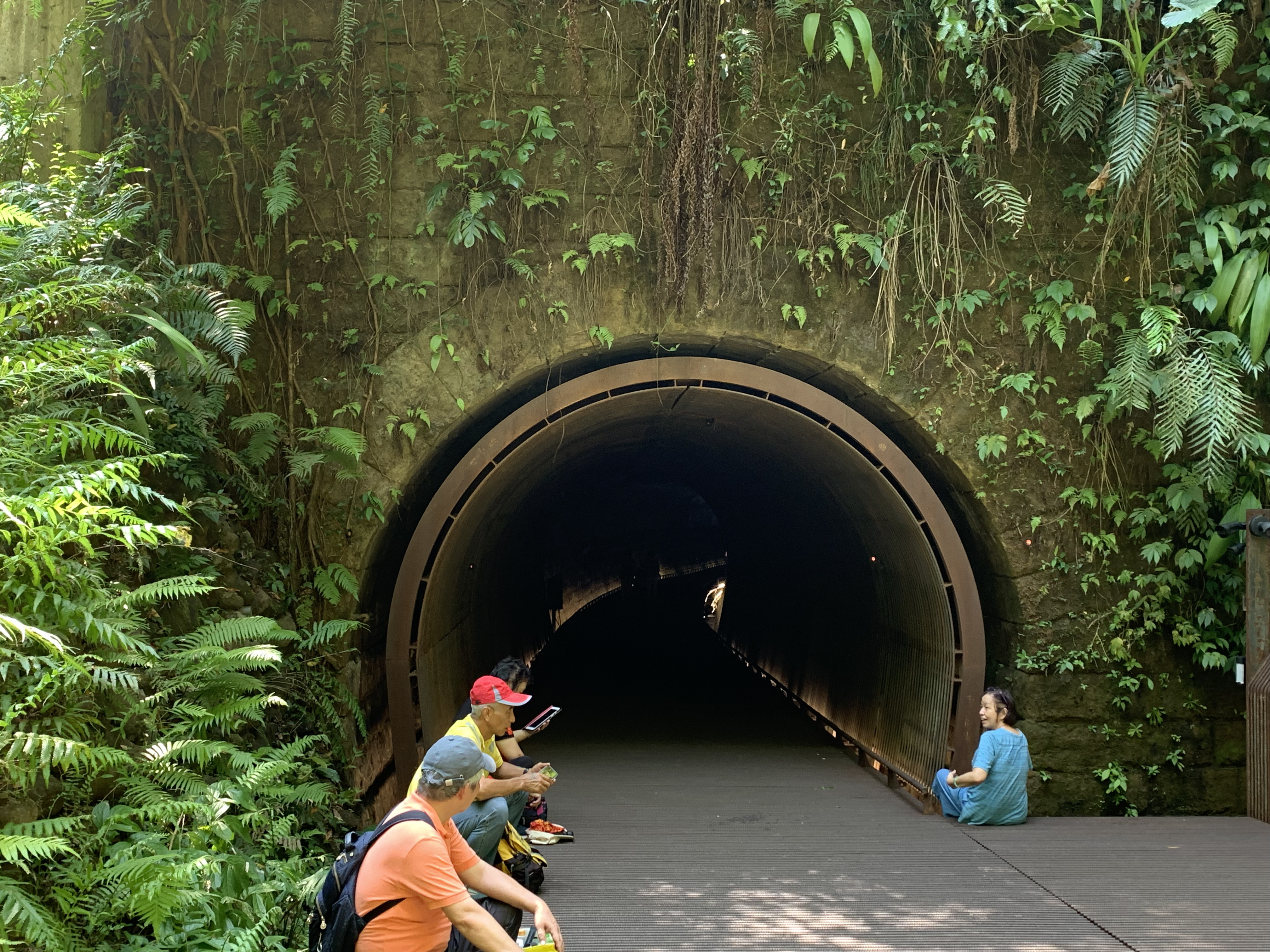
三瓜子隧道東口

## 建築特色
本隧道內部上半拱部採用紅磚砌拱、下半部側壁結構採用石材（石磚）砌築，列車上行方向的右側側壁，間隔固定距離設有避車洞，而隧道兩側洞口也是石砌，石材來源為舊隧道附近生產的粗石。至於水泥及其它建材，則分別由北區的八堵送達，以及從南區的澳底（從基隆海運）溯雙溪水系而上，再以輕便鐵路與人力轉運至隧道工地。
舊三貂嶺隧道南口（雙溪側洞口）上方為希臘式山頭，表面輔以簡單的幾何線條裝飾。洞口拱頂置一拱心石，上方拱腹的地方置匾額一塊，匾額題字為楷書的「萬方輻湊」，語出《史記》「四方輻輳」與《漢書》「知略輻湊」，字體陰刻（但遭水泥抹平），題字者為隧道開通當時的臺灣總督田健治郎 ；該隧道北口與緊鄰的三瓜子隧道南口則無山頭與匾額設計，洞口造型簡單樸素，但瀕臨基隆河岸的三瓜子隧道北口（瑞芳側洞口）則有古典的拱心石與希臘式山頭，拱腹上置一匾額題上草書「至誠動天地」五字，字體亦為陰刻，題字者為前一任臺灣總督明石元二郎 。
由於隧道北口端的海拔高度比南口端還高，所以隧道內的坡度，由三貂嶺車站方向進入隧道的前半段時是平坡區間，而後半段則是10‰下坡，出南口後再以更陡的16.7‰下坡，連接海拔較低的武丹坑驛（今牡丹車站）。

## 引用資料
1. 1 2 3 4  臺灣鐵路管理局. . 1965年5月 （中文（臺灣））.
2. 1 2 3 4  Shepherd's Wolf. . 《放羊的狼》部落格. 2012年8月19日. （原始内容存档于2019年9月8日） （中文（臺灣））.
3. 1 2  . 臺北市. 1922年9月22日，2版。 （日语）.
4. ↑  . 中央研究院.   [2022-10-05] （中文（臺灣））.[]
5. 1 2  〈三貂嶺隧道自行車道 重磅登場!!〉 （页面存档备份，存于），《工程圖輯隊》Facebook，2022年6月25日11:53。（繁體中文）
6. 1 2  . 《自由時報》地方版. 2019年8月7日05:30. （原始内容存档于2019年8月14日） （中文（臺灣））.
7. ↑  . 《自由時報》生活版. 2022年7月2日12:57. （原始内容存档于2022年10月7日） （中文（臺灣））.
8. 1 2 3 4 5 6  . 臺北市. 1924年11月30日 （日语）.
9. 1 2 3  . 臺北市: 臺灣總督府鐵道部. 1920年12月30日，日本國立國會圖書館數位典藏: 頁45～46  [2022年10月5日]. （原始内容存档于2022年9月22日） （日语）.
10. ↑  《臺灣總督府鐵道部 職員錄》（大正9年10月1日現在），臺灣總督府鐵道部，1920年11月25日。（日語）
11. ↑  《臺灣總督府鐵道部 職員錄》（大正10年10月1日現在），臺灣總督府鐵道部，1921年11月20日。（日語）
12. 1 2  . 臺北市: 臺灣總督府鐵道部. 1922年12月25日，日本國立國會圖書館數位典藏: 頁60～61  [2022年10月5日]. （原始内容存档于2022年10月5日） （日语）.
13. ↑  〈瑞芳鐵道大工事 一哩十二鎖之大隧道〉，《臺灣日日新報》第6814號，1919年6月6日，漢文第6版。（繁體中文）
14. 1 2 3 4  . 臺北市. 1922年1月16日，漢文4版。 （中文（臺灣））.
15. 1 2  . 臺北市. 1922年1月15日，7版。 （日语）.
16. ↑  . company.ingersollrand.com.   [2019-08-14]. （原始内容存档于2019-10-30）.（英文）
17. ↑  . ingersollrand.jp.   [2019-08-14]. （原始内容存档于2019-08-02） （日语）.
18. ↑  . irco.com.cn.   [2019-08-16]. （原始内容存档于2019-08-16） （中文（中国大陆））.
19. ↑  〈隧道生埋後聞〉，《臺灣日日新報》第7184號，1920年6月10日，漢文6版。（繁體中文）
20. ↑  ，《臺灣日日新報》第7183號，1920年6月9日，7版。（日語）
21. 1 2  . 臺北市: 臺灣總督府鐵道部. 1921年12月30日，日本國立國會圖書館數位典藏: 頁56～57  [2022年10月5日]. （原始内容存档于2022年10月8日） （日语）.
22. ↑  〈一哩餘之大隧道 貫通祝賀與實地視察〉，《臺灣日日新報》第7184號，1922年1月19日，漢文6版。（繁體中文）
23. ↑  . 《臺灣驛站之旅》網站. 2004-2018年. （原始内容存档于2021-05-06） （中文（臺灣））.
24. ↑  〈宜蘭線三貂嶺大隧道口 火車機車出軌 交通中斷達二小時 幸未發生傷亡事件〉，《聯合報》，1970年11月9日，第7版。（繁體中文）
25. ↑  . 民聲日報 第3版 (國立公共資訊圖書館 數位典藏服務網). 1970-11-10  [2022-06-13]. （原始内容存档于2022-06-15） （中文（臺灣））.
26. ↑  〈發揮北迴鐵路最大承運效果 宜蘭線鐵路加舖雙軌 交通單位擬提前實施〉，《中國時報》，1979年2月10日，第2版。（繁體中文）
27. ↑  . 臺灣民聲日報 第2版 (國立公共資訊圖書館 數位典藏服務網). 1974-03-03  [2022-06-13]. （原始内容存档于2022-06-18） （中文（臺灣））.
28. 1 2  中華民國交通部. . 臺北市. 1982年12月: 395～397 （中文（臺灣））.
29. ↑  壽俊仁 (编). . . 臺灣鐵路管理局. 1987: 106–108 （中文（臺灣））. 國家圖書館 臺灣記憶
30. ↑  蔡龍保.  二版一刷. 臺北市: 臺灣書房. 2007年7月. ISBN 978-986-6764-00-4 （中文（臺灣））.
31. ↑  文‧劉蘊芳 圖‧卜華志. . 《光華雜誌》. 1996年12月號 （中文（臺灣））.
32. ↑  Tony黃育智. . 《Tony的自然人文旅記》第0237篇. 2005年3月16日. （原始内容存档于2021年1月23日） （中文（臺灣））.
33. 1 2 3  林文清. . 《文清的瑞芳札記》部落格. 2008年12月25日（2012、2013年更新）. （原始内容存档于2019年9月30日） （中文（臺灣））.
34. 1 2  田耘昇，〈尋訪宜蘭線舊隧道(中) 三瓜子隧道與三貂嶺隧道〉. . 台北縣. 2010年7～8月號 （中文（臺灣））.
35. ↑  洪致文，〈至誠動天地—宜蘭線七十大壽的意外賀禮〉，《中國時報》，1994年12月1日，34寶島版。（繁體中文）
36. ↑  〈三瓜子隧道何去何從 軌道拆除僅通小徑 鐵道文化協會促請保存 瑞芳公所態度保留〉，《民生報》，1998年8月21日，22版。（繁體中文）
37. ↑  〈帶動觀光潮 舊三貂嶺隧道盼飆鐵馬〉，《聯合報》，2010年9月7日，B2版。（繁體中文）
38. ↑  〈瑞芳-雙溪 6古蹟隧道變鐵馬道〉，《聯合報》，2012年4月23日08:52。（繁體中文）
39. ↑  林文清. . 《文清的瑞芳札記》部落格. 2013年10月9日14:39. （原始内容存档于2019年9月30日） （中文（臺灣））.
40. ↑  新北市歷史建築一覽表，新北市政府文化局。（繁體中文）
41. ↑  〈百年歷史的鐵路隧道 完成第一階段的安全評估〉，《工程圖輯隊》Facebook，2019年8月2日18:00。（繁體中文）
42. ↑  影／「三貂嶺隧道」全攻略！鏡面水池、鐘乳石在這　3亮點快筆記 （页面存档备份，存于）.ETtoday新聞雲
43. ↑  建築名詞參閱：李乾朗，《台灣古建築圖解事典》，遠流出版公司，臺北市，2003年11月20日三版。（繁體中文）
44. ↑  蘇敦正，〈三貂嶺隧南口報告〉，《鐵道情報》71期，鐵道文化協會暨交通大學鐵道研究會，新竹市，1995年1月號。（繁體中文）
45. ↑  《教育部重編國語辭典修訂本》，國家教育研究院網站。（繁體中文）
46. ↑  蔡宜儒，〈舊三貂嶺隧道北口意外「出土」〉，《鐵道情報》67期，鐵道文化協會暨交通大學鐵道研究會，新竹市，1994年9月號。（繁體中文）
47. ↑  ，《臺灣日日新報》第7769號，1921年9月13日，4版。（日語）

## 外部連結
- 新北市政府施政成果網 - 三貂嶺生態友善隧道 （页面存档备份，存于）